# 国民政府考试院旧址
国民政府考试院旧址位于江苏省南京市玄武区北京东路41、43号，现为中国共产党南京市委员会、南京市人民政府、南京市人民代表大会常务委员会、中国人民政治协商会议江苏省南京市委员会所在地。1992年被列为南京市文物保护单位，2001年，成为第五批全国重点文物保护单位——原国民政府旧址项目之一。

## 歷史
国民政府考试院旧址原是明朝学府南京國子監，當時規模甚大，有高丽、日本、琉球子弟前來留學；到了民国時期，旧址成為了一座關岳廟（一說為关帝庙）。
孙中山提出五权分立理論，主張考試權獨立於行政、立法、司法和監察機關；因此，在国民政府建立後，他便開始籌備考试院的建立，但後來因故延遲。1927年4月，蔣介石新成立的南京国民政府開始筹备考试院，至1930年1月才正式成立，由戴傳賢（又稱戴季陶）出任院长；戴傳賢受命组建考试院，他首先着手決定選址，經多次实地勘察後選定此處。最終，考试院建築於1930年5月啟用。